# Buržoazní pavěda
Buržoazní pavěda (rusky буржуазная лженаука, buržuaznaja lženauka) je pojem zavedený v Sovětském svazu pro některé vědecké obory, které se z ideologického hlediska jevily jako nepřijatelné.

## Sovětský svaz
V různých obdobích byly jako buržoazní pavěda označeny genetika, kybernetika, geopolitika, sociologie, sémiotika a srovnávací lingvistika. V brožuře Kritické poznámky k psychoanalyse komunistické ideoložky Cecilie Michalové (1914–1965) byla psychoanalýza odsuzována ve světle učení Ivana Petroviče Pavlova jako buržoazní pavěda. Toto pojetí převažovalo v období vlády Stalina. Ačkoli se jeví jako zdánlivě neškodné sousloví, označení přispělo k řadě osobních tragédií (Nikolaj Vavilov) a na dlouhou dobu potlačilo povědomí o významných osobnostech vědy (Gregor Johann Mendel, Thomas Morgan), napomohlo vzestupu obskurních osobností (Lysenko, Lepešinská), upřednostnilo Mičurina a Pavlova a na dlouhou dobu omezilo svobodu vědeckého bádání nejen v Sovětském svazu.

## Československo a „buržoazní pavědy“
V Československu 50. let byly jako závěry buržoazní pavědy označovány např. názory historiků (Josef Pekař, Zdeněk Kalista, František Chudoba), že baroko nebylo v Čechách dobou úpadku, ale naopak rozkvětu. Za buržoazní pavědu se v zásadě mohlo označit vše, co se neřídilo marxismem–leninismem, tedy i apolitické oblasti jako biologie nebo medicína. v západních státech. Stručný filozofický slovník (překlad z ruštiny, 1955), definoval jako „reakční pavědu“ i kybernetiku.
Výraz buržoazní pavěda byl často užíván, pokud posuzované myšlenky nebyly v souladu se závěry Marxe a Engelse.